# Мантуан, Густаво
Густа́во Мантуа́н (порт. Gustavo Mantuan; род. 20 июня 2001, Санту-Андре, Сан-Паулу) — бразильский футболист, полузащитник клуба «Зенит».

## Биография
Уроженец города Санту-Андре штата Сан-Паулу. С шести лет занимался футболом в Коринтиансе. Изначально также занимался мини-футболом, однако в 13 лет оставил его. 24 сентября 2020 года дебютировал в профессиональном футболе в поединке бразильской Серии А против «Спорт Ресифи», заменив на 84-й минуте Фагнера.
29 июня 2022 года «Зенит» объявил о переходе Мантуана на правах аренды. 13 августа отметился дебютным голом в первом же матче против московского ЦСКА (2:1). В 2023 году «Зенит» выкупил игрока. 
25 мая 2024 года в матче 30 тура российской Премьер-лиги против «Ростова» забил гол с пенальти на 65 минуте и сравнял счёт. За оставшееся время «Зенит» смог забить ещё один гол, победить и стать чемпионом России в шестой раз подряд.

## Личная жизнь
Является младшим братом бывшего футболиста «Коринтианса» Гильерме Мантуана.

## Достижения
«Зенит»
- Чемпион России: 2022/23, 2023/24
- Обладатель Кубка России: 2023/24
- Обладатель Суперкубка России: 2023, 2024